# Carolina Cyclone
Carolina Cyclone sont des montagnes russes assises du parc Carowinds, situé à Charlotte entre la Caroline du Nord et la Caroline du Sud, aux États-Unis. Elles sont construites par Arrow Dynamics et ouvrent en mars 1980. À cette époque, elles sont le plus grand circuit de montagnes russes du parc. Sa capacité est de 1 600 passagers par heure.

## Caractéristiques

### Inversions
Il est le premier parcours de montagnes russes proposant quatre inversions. Elles sont deux loopings verticaux et un double tire-bouchon.

### Trains
Carolina Cyclone a deux trains de 7 wagons sécurisés par des harnais. Les passagers sont placés à 2 sur 2 rangs pour un total de vingt-huit passagers par train.